# التاسوع المقدس
التاسوع المقدس أو تاسوع هليوبوليس وهو مجموعة من كبار وآباء المعبودات المصرية القديمة، وهم أقدمهم وأشهرهم. وتدور حولهم الأساطير المصرية القديمة التي تتحدث عن بدء الخلق والصراع بين الخير والشر. ولا يعنى التاسوع المقدس أنه يشمل تسعة آلهة، فهناك عدة أشكال للتاسوع المقدس، يتراوح عدد أفراد بعضها السبعة آلهة ويزيد في أشكال أخرى عن العشرة آلهة.

## تاسوع هيليوبلس
ويسمى التاسوع العظيم، ويتشكل من:
- رع - (بالإنجليزية: Ra)‏: هو إله الشمس وخالق العالم
- جب - (بالإنجليزية: Geb)‏: إله الأرض
- نوت - (بالإنجليزية: Nut)‏: ربة السماء
- شو - (بالإنجليزية: Shu)‏: إله الهواء
- تفنوت - (بالإنجليزية: Tefnut)‏: ربة الشمس والقمر
- ست - (بالإنجليزية: Seth)‏: رمز الشر والعنف
- إيزيس - (بالإنجليزية: Isis)‏: ربة السحر
- أوزيريس - (بالإنجليزية: Osiris)‏: حاكم مملكة الموتى
- نيفتيس - (بالإنجليزية: Nephthys)‏: ربة المنزل

## علاقات تاسوع هيليوبلس
- نوت زوجة جب وبنت شو وتفنوت
- جب ونوت أنجبا الأبناء الأربعة: إيزيس، أوزيريس، نيفتيس، ست
- إيزيس زوجة أوزيريس وأخته ونيفتيس زوجة ست وأخته
- أنوبيس ابن أوزيريس وأخته نيفتيس
- حورس ابن إيزيس وأوزيريس
- ست قاتل أوزوريس ، وحورس قاتل ست
- نيفتيس معاونة إيزيس في البحث عن جثمان أوزيريس
- أنوبيس أحد المعاونين في تكفين أوزيريس وأبناء حورس حماة التابوت

## صور التاسوع

أتوم
شو
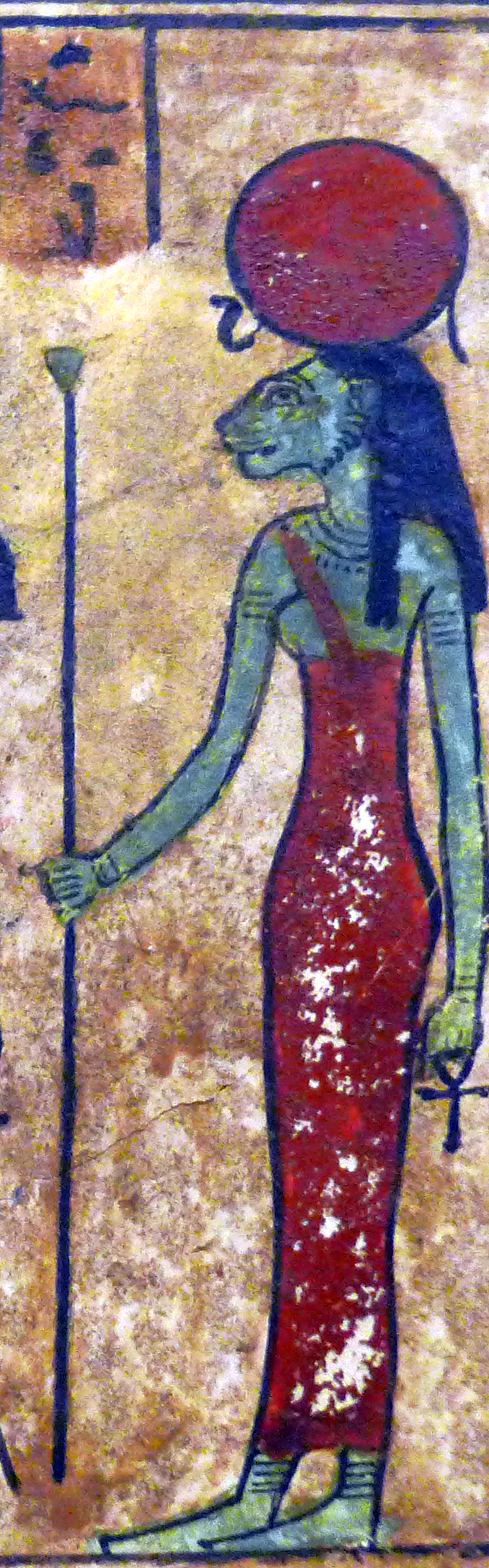
تفنوت
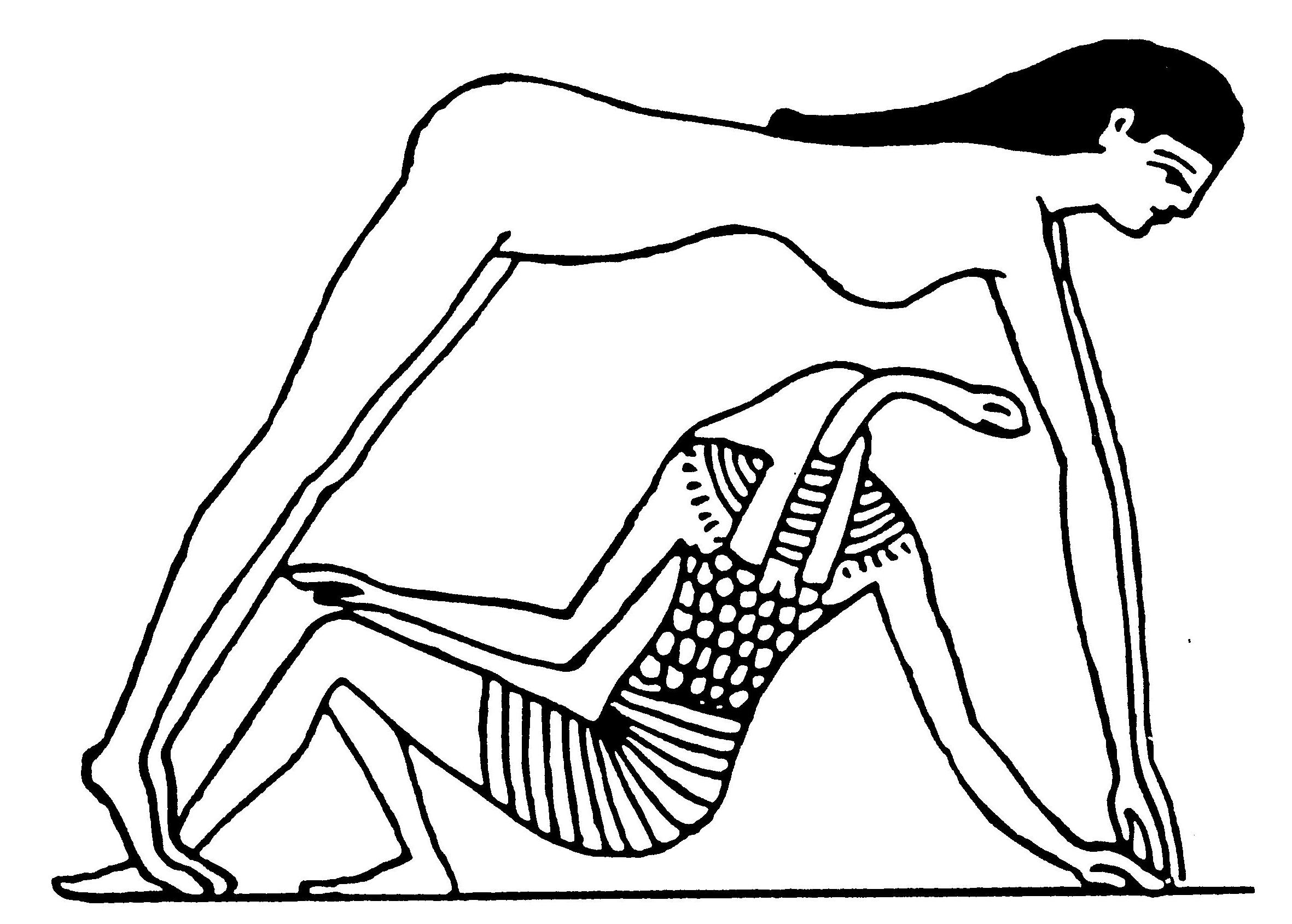
نوت وجب
أوزير
إست
ست
نبت حت
نوت
جب